# 아비시니안
아비시니안(Abyssinian)은 고양이의 품종 중의 하나이다. 털의 색깔은 대부분 갈색이며, 단모종이다. 이와 더불어 약칭으로는 아비(Abys)라고 가리킨다.

## 기원 및 역사
에티오피아에서 자연적으로 발생한 품종으로 알려져 있으며, 1868년 전쟁시에 영국 병사가 데려와 미국과 영국 등지로 전해졌다. 그 당시의 에티오피아가 아비시니아로 불렸기 때문에 '아비시니안'이란 이름이 붙여졌다. 이렇게 알려진 기원 외에 고대 이집트의 파라오 궁전에서 기르던 고양이의 자손이라는 설이 있는데, 벽화에 나온 고양이가 닮아있긴 하지만 사실인지는 알 수 없다. 또한 비슷한 역사를 지닌 이집션 마우가 초기 아비시니안의 칼라와 패턴만 다를뿐 형태가 매우 흡사해 두 종의 기원이 같을 수 있다는 설도 있다.

## 외형적 특징
외형적으로 두드러지는 특징으로는 날씬하고 날렵한 체형을 들 수 있는데, 길고 가는 다리와 폭이 넓고 긴 꼬리를 가졌다. 또한 발끝이 작고 단단한 계란형이어서 '발레캣'이라고 불리기도 한다. 이마에 M자 무늬가 있으며 머리모양은 둥글고 입쪽이 약간 좁다. 눈은 큰 편으로 눈꼬리가 살짝 위쪽으로 올라간 것 같은 아몬드 형이다. 귀는 뾰족하며 큰 편이고 앞으로 굽어 있다. 털이 짧은 단모종에 속하고,몸 전체에 6개의 줄무늬가 있다, 이것은 아비시니안 태비, 아크티 태비라고도 한다. 털색은 적갈색을 띠며 한 올의 털에 2~3가지 색이 첨가되어 있는데 이것이 색띠를 이루는 것을 딕킹(Ticking)이라고 한다.

## 색깔
아비시니안의 색깔은 오렌지 브라운의 소렐(Sorrel), 오렌지 브라운의 바탕색에 다크 브라운의 딕킹을 지닌 루디(Ruddy), 청회색의 블루(Blue), 엷은 황갈색의 폰(Fawn) 네 가지가 공인되었다. 공인된 컬러 외에 실버컬러 등이 있다. 소렐 컬러는 과거에 레드로 불리다가 다른 품종의 레드와 구분하기 위해 소렐이라는 명칭으로 불리게 되었다. 아비시니안의 눈 색은 골드(Gold), 그린(Green), 헤젤(Hazel) 세 가지가 공인된 컬러이며 이 밖에 블루 등의 컬러가 있다.

## 성격적 특징
성격은 온순하고 애교가 있어 사람을 잘 따른다. 울음소리를 잘 내지 않는 편이기 때문에 조용하지만 사람의 목소리에는 잘 반응한다. 또한 영리하고 충성심이 강하다. 아비시니안은 일명 "개냥이"라고 불린다. 이 개같은 성격 때문에 산책을 시킬 수 있다.
또 수영하는 것을 좋아한다. 동작은 날렵하고 민첩하다.

## 관련 품종
소말리는 아비시니안과 비슷한 유전자를 갖지만 긴 털을 담당하는 유전자 때문에 조금 뜸하게 보인다. 오시캣은 아비시니안와 샴의 품종의 우연한 교배로부터 생겨났다.

## 같이 보기
- 고양이의 품종 목록